# 囧
囧通冏，是汉语的一个生僻字，最早在2004至2005年左右在台湾網路社群开始流行的表情符號，一般认为是受到日本当时网络上流行的orz或繪文字所启发。囧作为象形的表情符號于2008年引入中国大陆，目前流行于大中华地区。

## 字源
囧本來是「窗」的象形字。《說文》：「窻牖麗廔闓明，象形」。又有皓明、窗戶明亮透明的意思。玉篇：「囧，大明也。」
而「明」的異體字，也有一種「朙」的寫法，从囧从月。

## 字形

甲骨文
金文
大篆
小篆

## 讀音
囧字於普通話讀作/tɕi̯ʊŋ˧˩˦/（ㄐㄩㄥˇ／jiǒng），粵語讀作/kʷɪŋ˧˥/（粵拼gwing2），閩南語讀成/kiəŋ˥˧/（白話字：kéng，音同「景」），均與成語炯炯有神的炯（又作烱）字同音。

## 次文化的流行

囧文化

顏文字或字符畫最早起源于1982年的美国，在1998年日本发明繪文字以前以视觉图案作为表情符號还不是主流。囧這個字在台灣網路的討論區社群上開始流行，囧也開始在香港快速普及，逐漸在該地區的青少年及網路族群開始普及，隨後傳入中國大陸，近來隨著網路次文化的興起，主流媒體開始嘗試引入囧字作為新聞元素，開始在電影和廣告產業產生效應。
囧字以其楷书外觀貌似失意的表情在互联网上迅速流行。随后在香港，有网民将电视剧《亂世佳人》中的演员胡杏儿在劇中常做的委屈八字眉模样与囧字相比，评论其演技，进行恶搞，促使囧字在网络上更加流行。
普通話的囧與窘同音，讀起來的感覺也很容易跟窘境、窘況聯想在一起，圖文結合使用，普及速度飛快。又用其字的形象来表示尴尬、无奈、真受不了或被打败了等意思。 一些网民受到Orz的启发，用囧代替“O”，使得失意体前屈的头部更加写意，写作“囧rz”，甚至有人用这个字做了一个网站。
对于囧字在网络上的流行，也引起了一些争议。有人认为应该尊重汉字，用来恶搞比較不雅，有损中华文化的厚重感。但是也有人认为对囧字这样的生僻字的关注，有利于汉字文化的传播。网络语言对汉字、方块字的一种重新解读是一种积极的文化传播现象。

## 相关事物
- 電影《囧男孩》
- 电影《人在囧途》
- TVB剧集《囧探查過界》
- 台灣電視節目《爸媽囧很大》
- 电影《泰囧》
- 電影《港囧》
- 電影《囧媽》
- 李宁曾出品过一款囧鞋。[9]